# De negen overdenkingen over de onreinheid van het lichaam
De negen overdenkingen over de onreinheid van het lichaam is een prentenreeks van Morishige Kinugasa en dateert van omstreeks 1670. De prentenreeks is onderdeel van de collectie van het MAS: Museum aan de Stroom en komen oorspronkelijk uit het legaat van Belgisch dichter Max Elskamp.

## De reeks
Morishige Kinugasa is een zeventiende-eeuwse Japans tekenaar en schilder uit de Edoperiode (1600-1868). In de reeks geschilderd door Kinugasa wordt een prinses in de verschillende stadia van ontbinding weergegeven. Zo illustreert hij in de verschillende fasen de tijdelijkheid van het lichaam. De beeldenreeks hoort bij een bundel Chinese versen waarvan de auteur onbekend is.

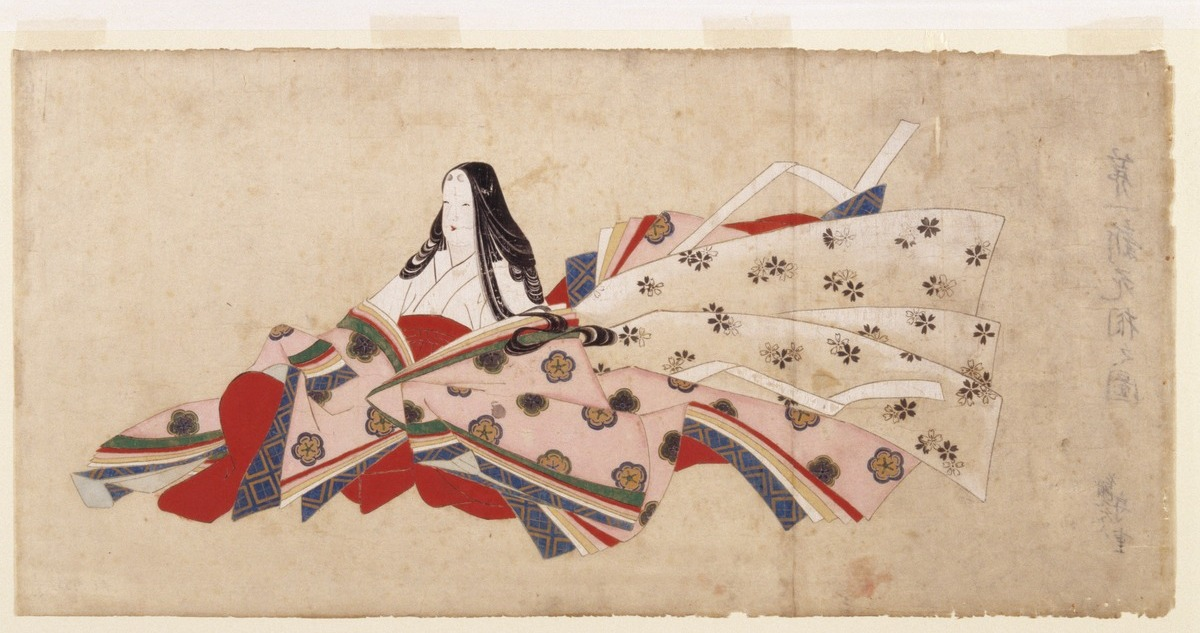
Proloog van de Negen Overdenkingen
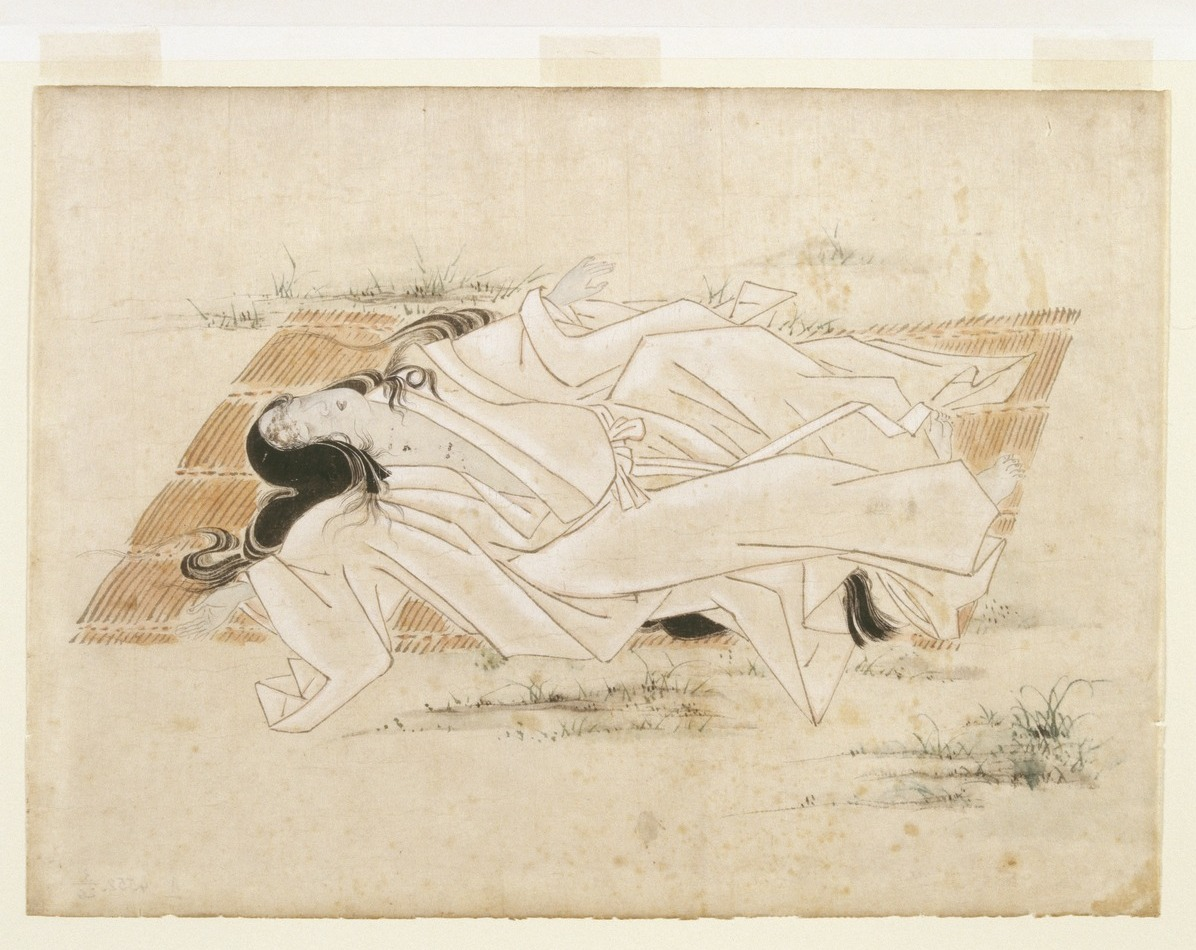
Eerste overdenking - Pas gestorven
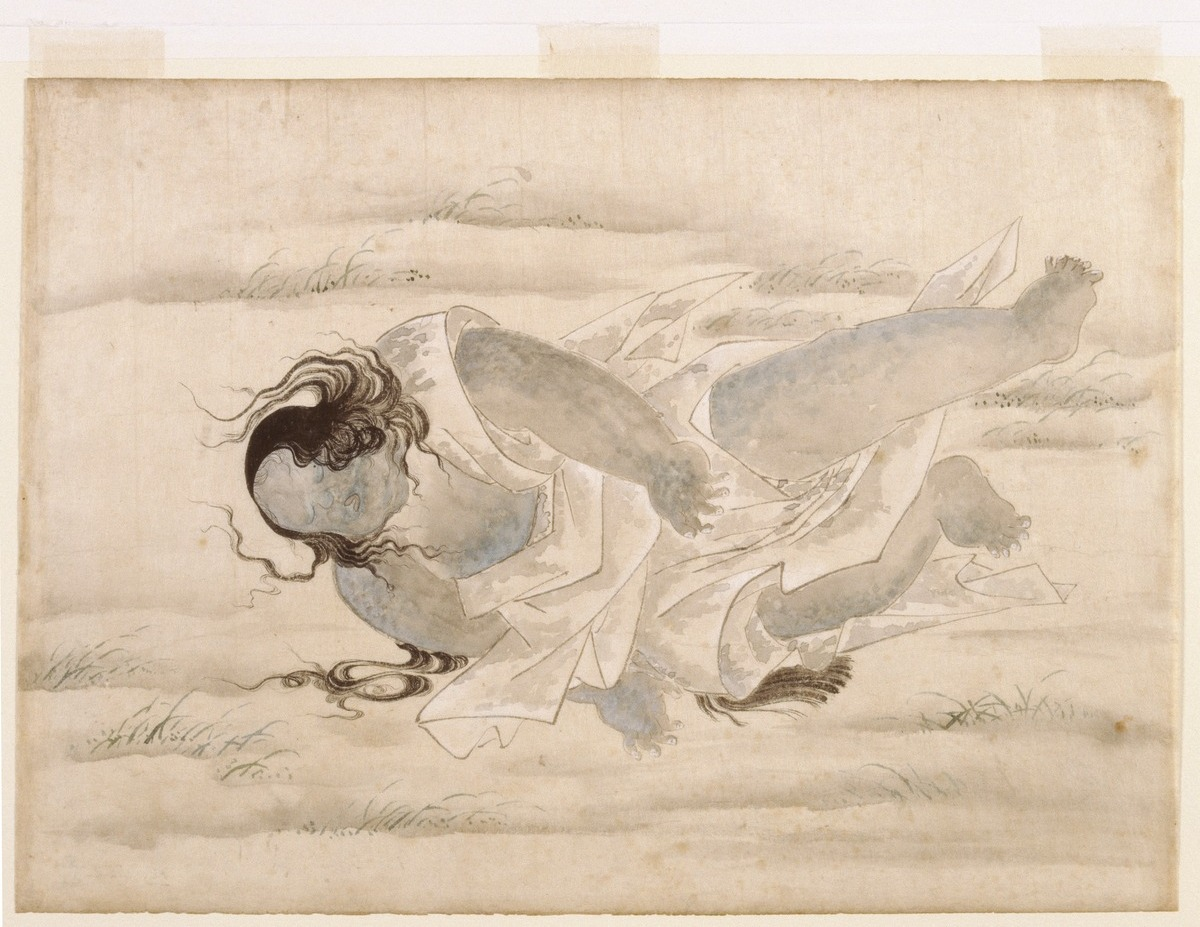
Tweede overdenking - De opgezwollen buik
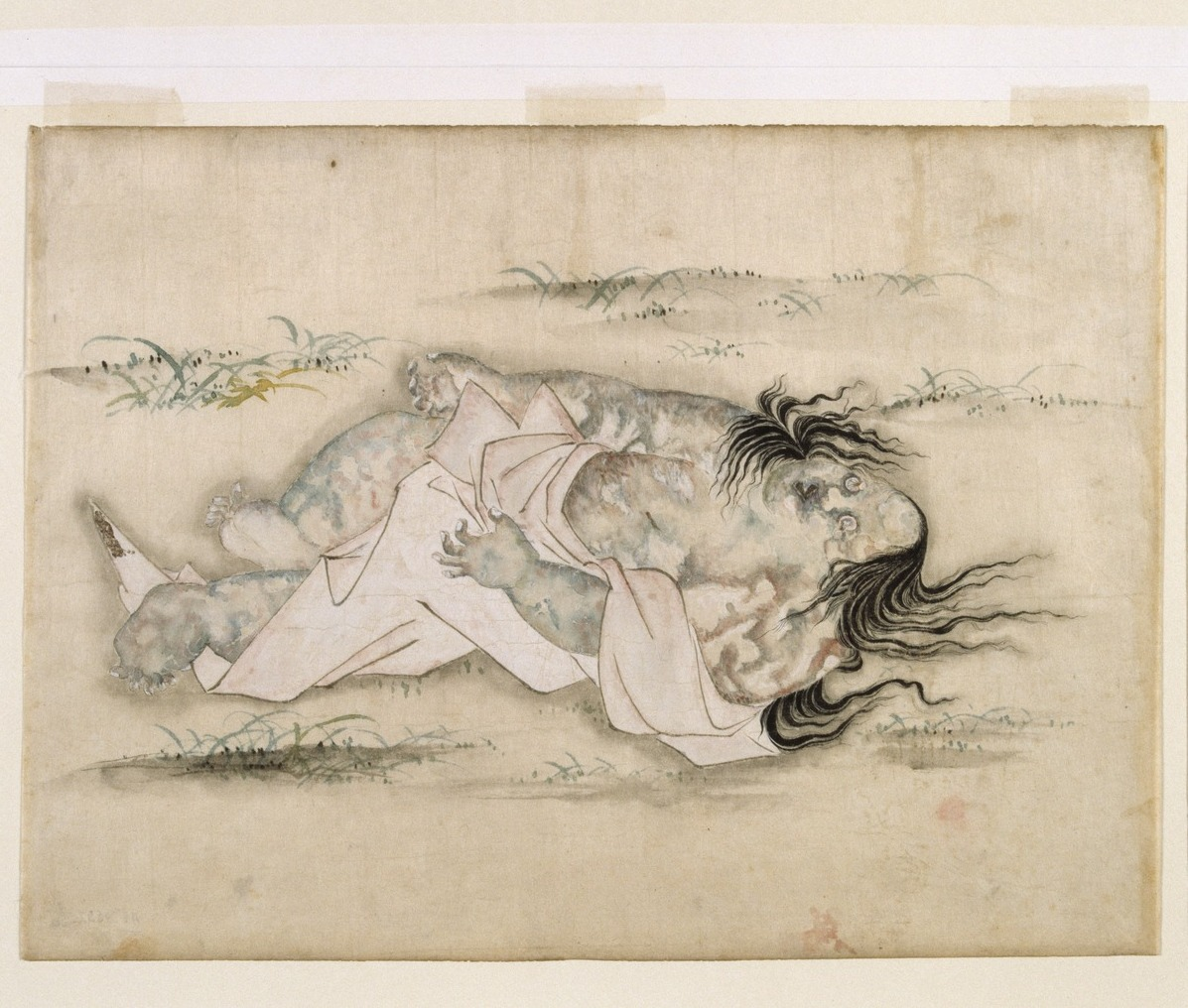
Derde overdenking - Met bloed besmeurd
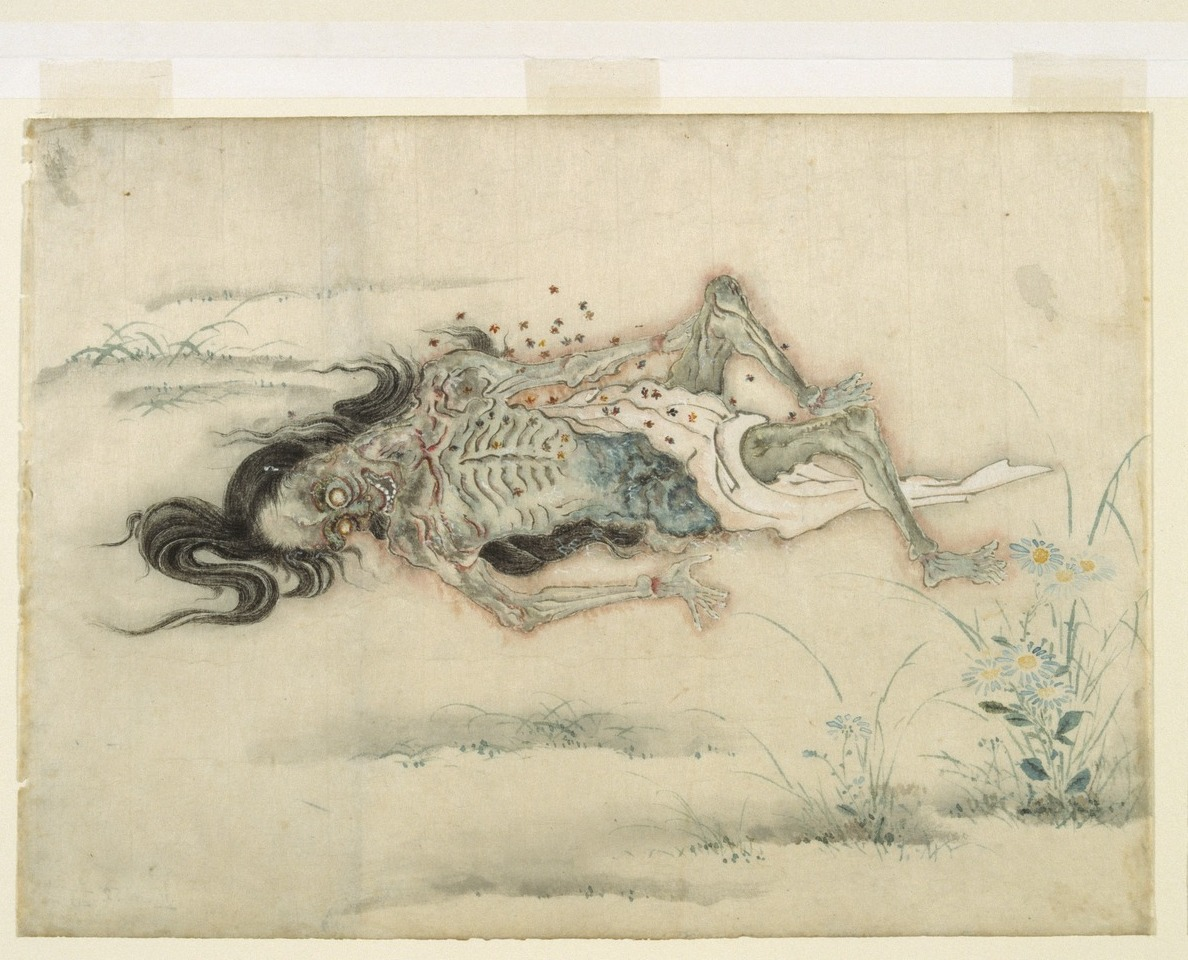
Vierde overdenking - Verward
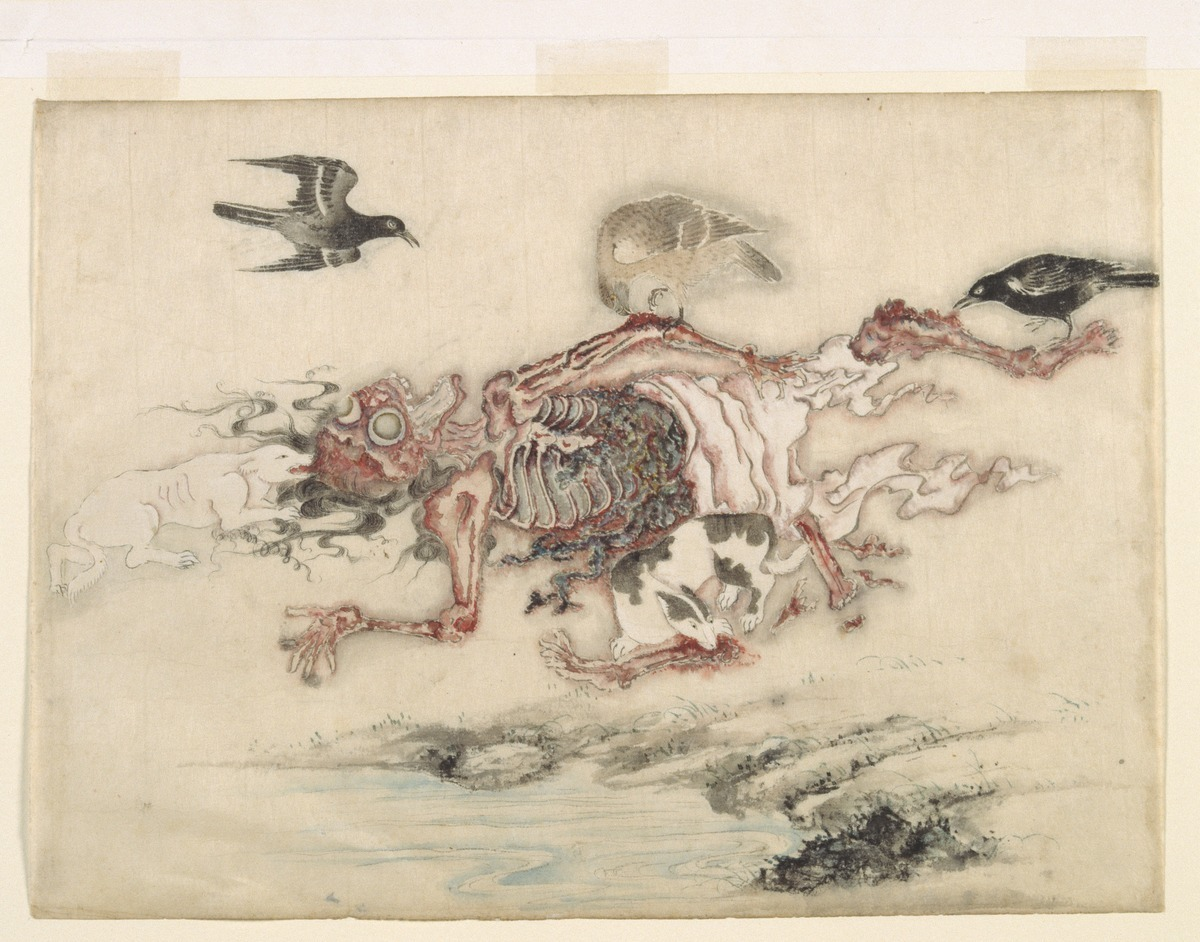
Vijfde overdenking - Verslonden
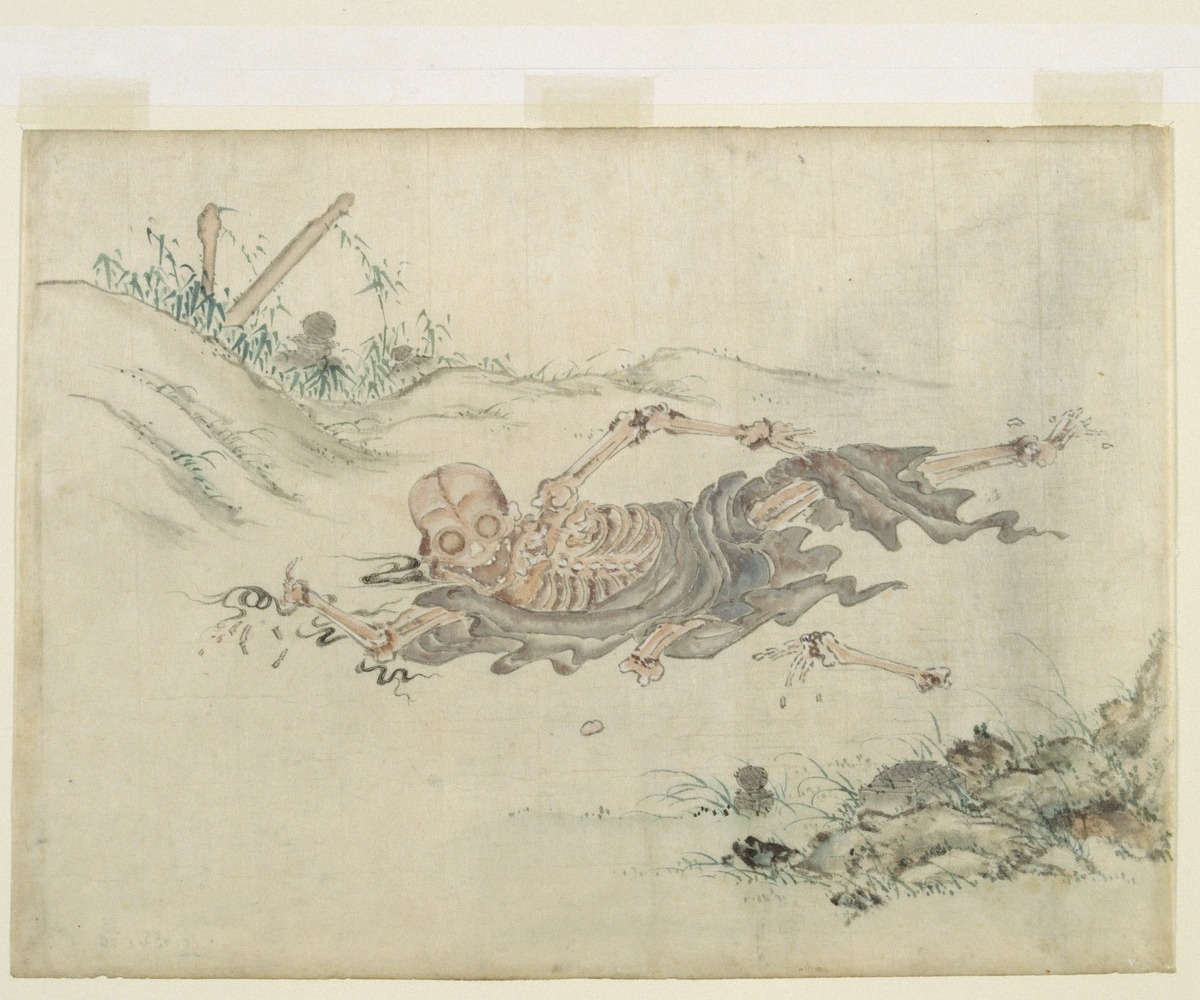
Zesde overdenking - Blauwzwart
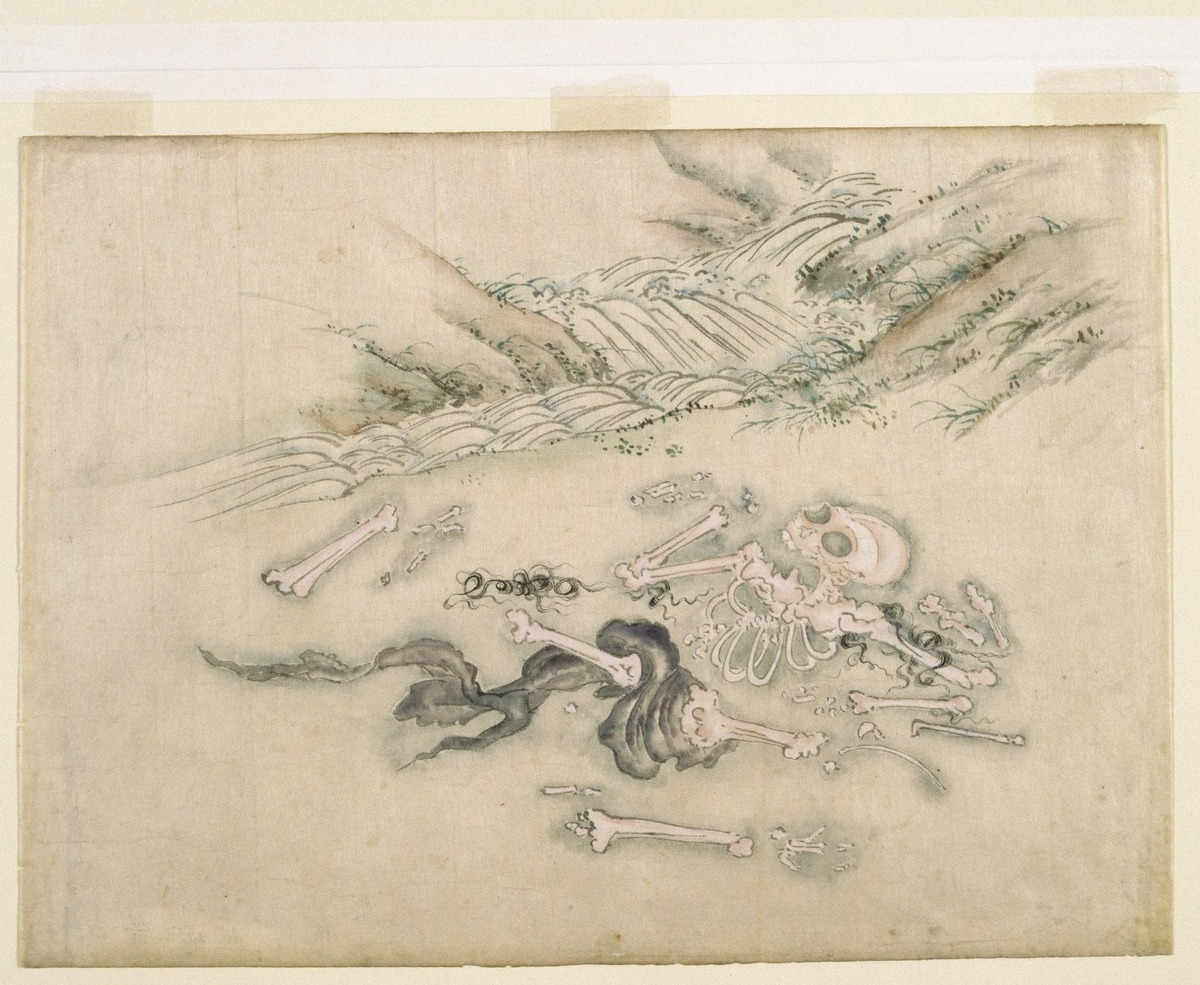
Achtste overdenking - Het verspreid zijn van het gebeente
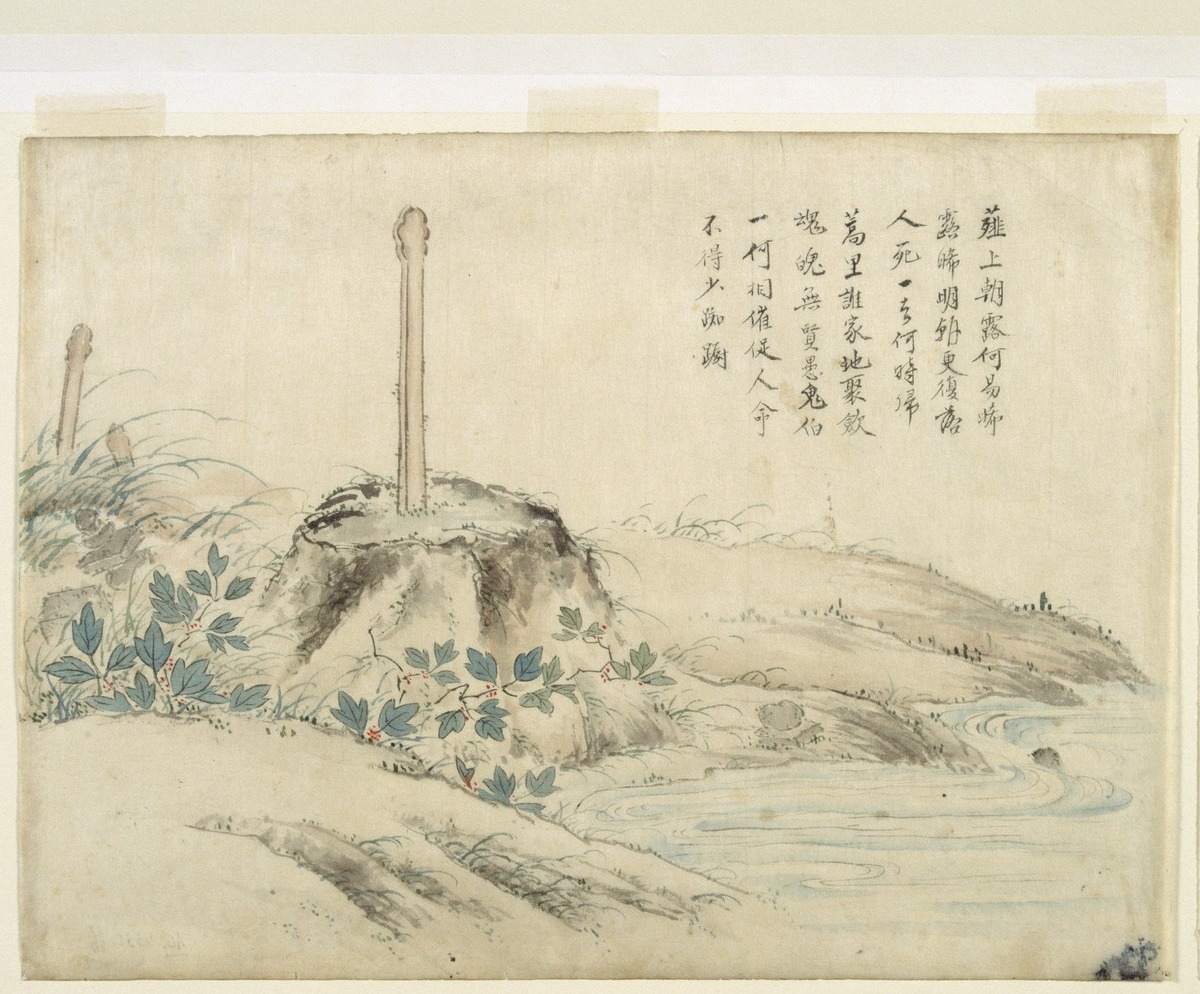
Negende overdenking - De oude graven